# Jules-Claude Ziegler
Jules-Claude Ziegler (Langres, 16 marzo 1804 – Parigi, 25 dicembre 1856) è stato un pittore, ceramista e fotografo francese.

## Biografia
Jules-Claude Ziegler nacque nel 1804 a Langres, nel dipartimento dell'Alta Marna. Egli studiò legge contro la sua volontà e conseguì il titolo di dottore in giurisprudenza. Nonostante la riluttanza di suo padre Jean-Jacques Ziegler, egli divenne un allievo di Jean-Auguste-Dominique Ingres e di François-Joseph Heim alla scuola di belle arti di Parigi. Egli fu uno dei primi che si interessò ai dipinti spagnoli che scoprì nella galleria di Luigi Filippo al museo del Louvre, nella collezione del maresciallo Soult, e presso Alejandro Aguado. Egli poi copiò il San Francesco di Francisco de Zurbarán e l'Assunzione di Bartolomé Esteban Murillo ed espose varie tele al Salone parigino, come San Giorgio che uccide il drago e Giotto nella bottega di Cimabue.

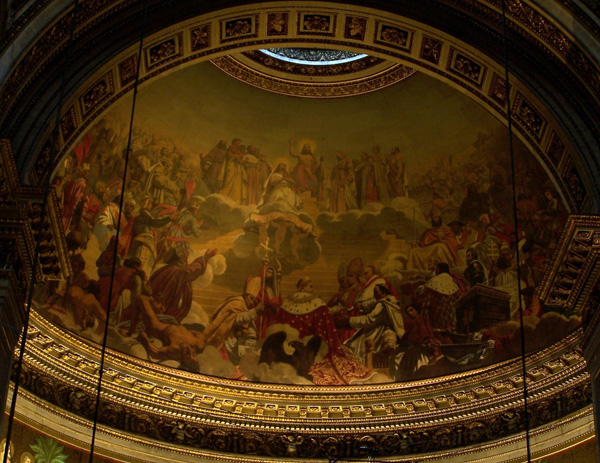
La storia del cristianesimo, 1836-1838, Parigi, abside della chiesa di Santa Maria Maddalena.

Ziegler dipinse la Storia del cristianesimo per l'abside della chiesa di Santa Maria Maddalena a Parigi: questo affresco monumentale di tremila piedi quadrati venne commissionato dall'allora ministro dell'interno Adolphe Thiers e ci vollero due anni di lavori prima di concluderlo nel 1838. L'opera ritrae il Cristo circondato dagli apostoli e che concede il perdono a Maria Maddalena, inginocchiata in mezzo ai personaggi principali della chiesa d'Oriente e quella d'Occidente. Sono presenti la fondazione e lo sviluppo della chiesa cattolica, ma anche l'ebreo errante, vari papi, Carlo Magno e Napoleone. Questo capolavoro gli valse la croce della Legion d'onore, ma la fatica dell'impresa gli causò una malattia agli occhi.
All'inizio degli anni Quaranta del secolo, egli soggiornò regolarmente nella proprietà di famiglia nell'Alta Marna, dove si diede alla ceramica e, grazie a Hippolyte Bayard, all'arte nascente della fotografia. In seguito egli diresse una fabbricazione di vasi in arenaria a Voisinlieu, nelle vicinanze di Beauvais, nel dipartimento dell'Oise.
Egli rincominciò a dipingere nel 1844, in occasione del Salone, e tre anni dopo realizzò la tela Giuditta alle porte di Betulia, oggi al museo di belle arti di Lione. Nel gennaio del 1851, Ziegler fu uno dei fondatori della società eliografica, per la quale scrisse gli statuti, e poi partecipò attivamente alla redazione della prima rassegna di critica fotografica: La Lumière. Tra i suoi allievi figura Éléonore Escallier.
Dopo essere divenuto un curatore del museo di belle arti e il direttore della scuola di belle arti di Digione, Jules-Claude Ziegler morì il 22 dicembre 1856 a Parigi. Il suo cadavere fu sepolto nel villaggio dei suoi antenati materni, a Soyers, nell'Alta Marna. In seguito, gli venne dedicata una via nella sua città natale.

## Opere

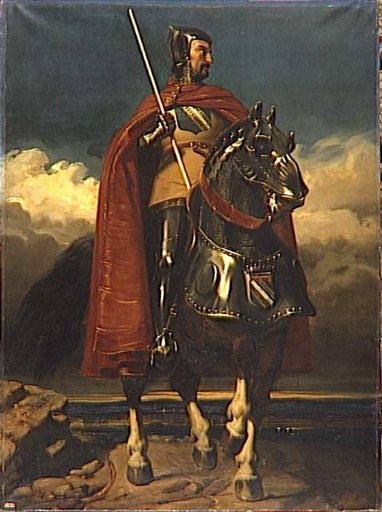
Louis de Sancerre, 1834

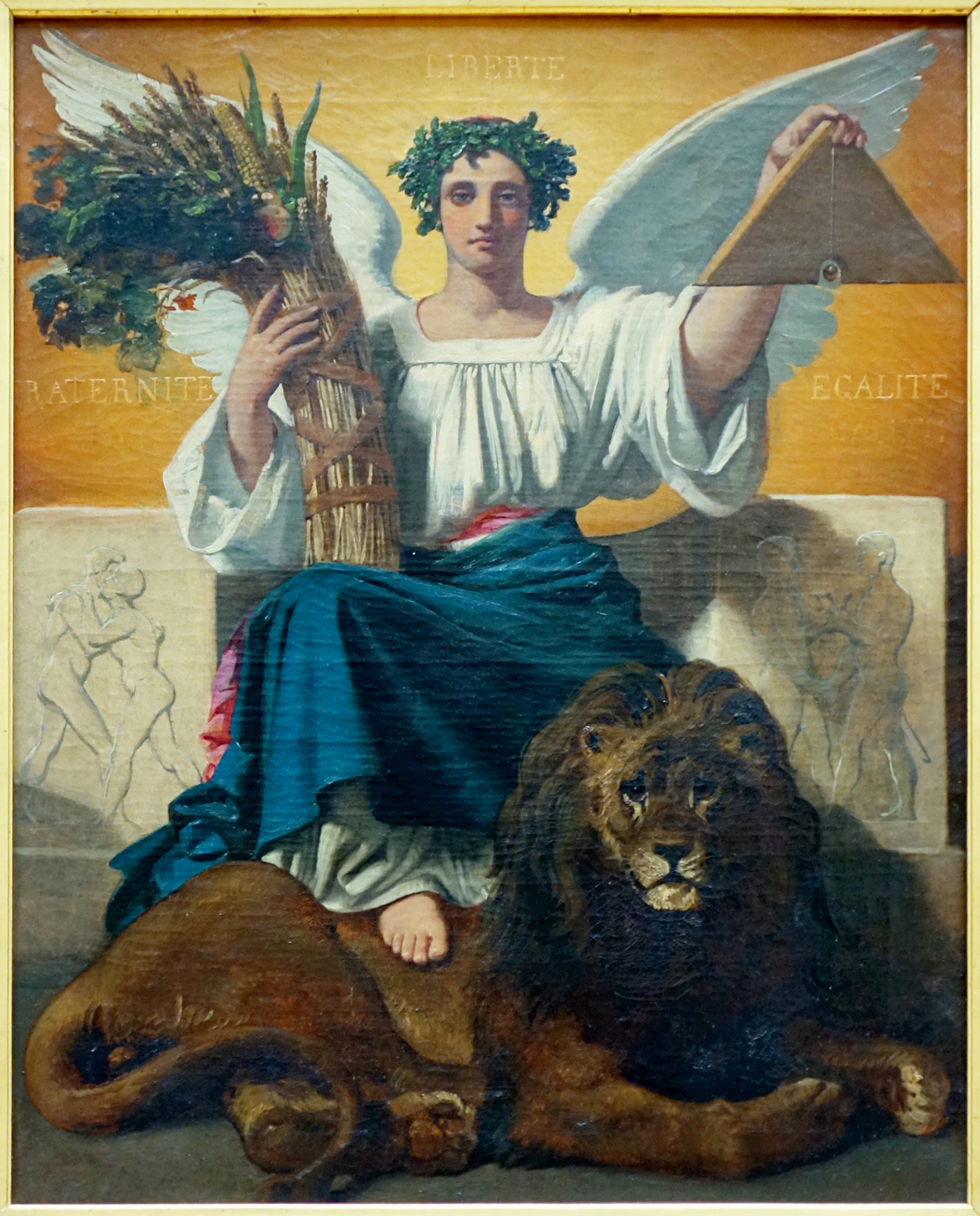
La Repubblica, 1848

- Vue de Venise la nuit (1832), ubicazione attuale sconosciuta
- Venise vue de nuit (1833), schizzo, museo di belle arti di Nantes
- Le Doge Foscari rentrant dans son palais après son abdication (1833), museo di belle arti di Arras
- Giotto nella bottega di Cimabue (1833), museo di belle arti di Bordeaux
- San Matteo (1834), cattedrale di Condom
- San Giorgio che uccide il drago (1834), Saint-Omer, chiesa di Nostra Signora (una copia autografa è al museo di belle arti di Nancy)
- Louis de Champagne, conte di Sancerre, maresciallo di Francia nel 1368 (1835), reggia di Versailles
- Maresciallo Kellerman (1835), Parigi, collezioni del palazzo del Senato, palazzo del Lussemburgo
- Apelle e Laide, museo di Langres
- Il profeta Daniele nella fossa dei leoni (1838), museo di belle arti di Nantes (una copia autografa è al museo d'arte e storia di Langres)
- La storia del cristianesimo (1836-1838), Parigi, chiesa della Maddalena. Vari schizzi sono al museo d'arte e storia di Langres
- Il buon pastore (1839), Montpellier, museo Fabre
- Visione di San Luca (1839), museo di belle arti di Dunkerque (una copia non autografa è al museo Magnin di Digione)
- L'immaginazione (1839), museo di Langres. Schizzo a Milwaukee, al museo d'arte Patrick e Beatrice Haggerty
- La fede (1839), vitrail, chiesa d'Eu. Il cartone preparatorio è alla manifattura di Sèvres.
- Autoritratto, distrutto nella seconda guerra mondiale (già a Beauvais, museo dipartimentale dell'Oise)
- Nostra Signora delle Nevi (1844), museo municipale di Bourbonne-les-Bains
- La Rosée répandant ses perles sur les fleurs (1844), museo d'arte e storia di Langres
- Femme à sa toilette, une Vénitienne, (1844), castello di Malmaison
- Giuditta alle porte di Betulia (1847), museo di belle arti di Lione
- Il sogno di Giacobbe (1847), ubicazione attuale sconosciuta (uno schizzo è in una collezione privata)
- La Repubblica (1848), Palazzo di belle arti di Lilla
- Les Pasteurs de la Bible (1850), museo delle belle arti di Digione
- Pluie d'été (1850), museo municipale di Saint-Dizier
- Le Cardinal Gighi faisant des excuses à Louis XIV (1834), reggia di Versailles
- Il Rosario: San Domenico e Santa Caterina, chiesa di Ouge
- La Pace di Amiens (1853), Amiens, museo di Piccardia
- La Vergine della Borgogna, museo d'arte e storia di Langres
- Immacolata Concezione (1856), incompiuto, museo d'arte e storia di Langres

## Pubblicazioni
- Études céramiques, recherches des principes du beau dans l'architecture, l'art céramique et la forme en général
- Théorie de la coloration des reliefs, Parigi, 1850
- Traité de la couleur et de la lumière, Parigi, 1852
- Compte-rendu de la photographie à l'Exposition de 1855, Digione, 1855

## Galleria d'immagini

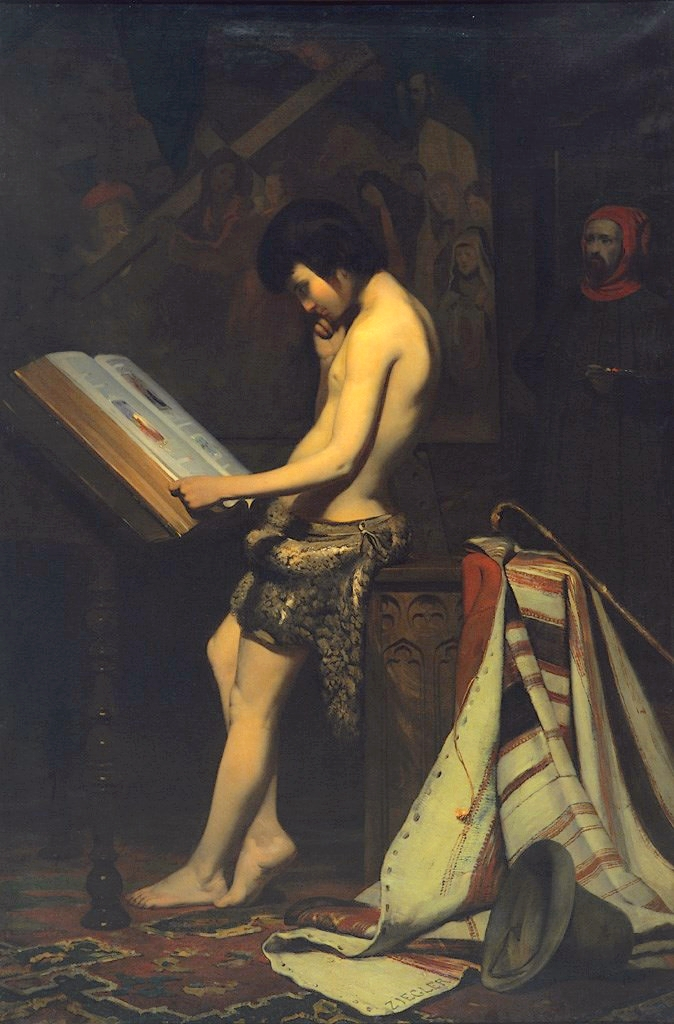
Giotto nella bottega di Cimabue, 1833
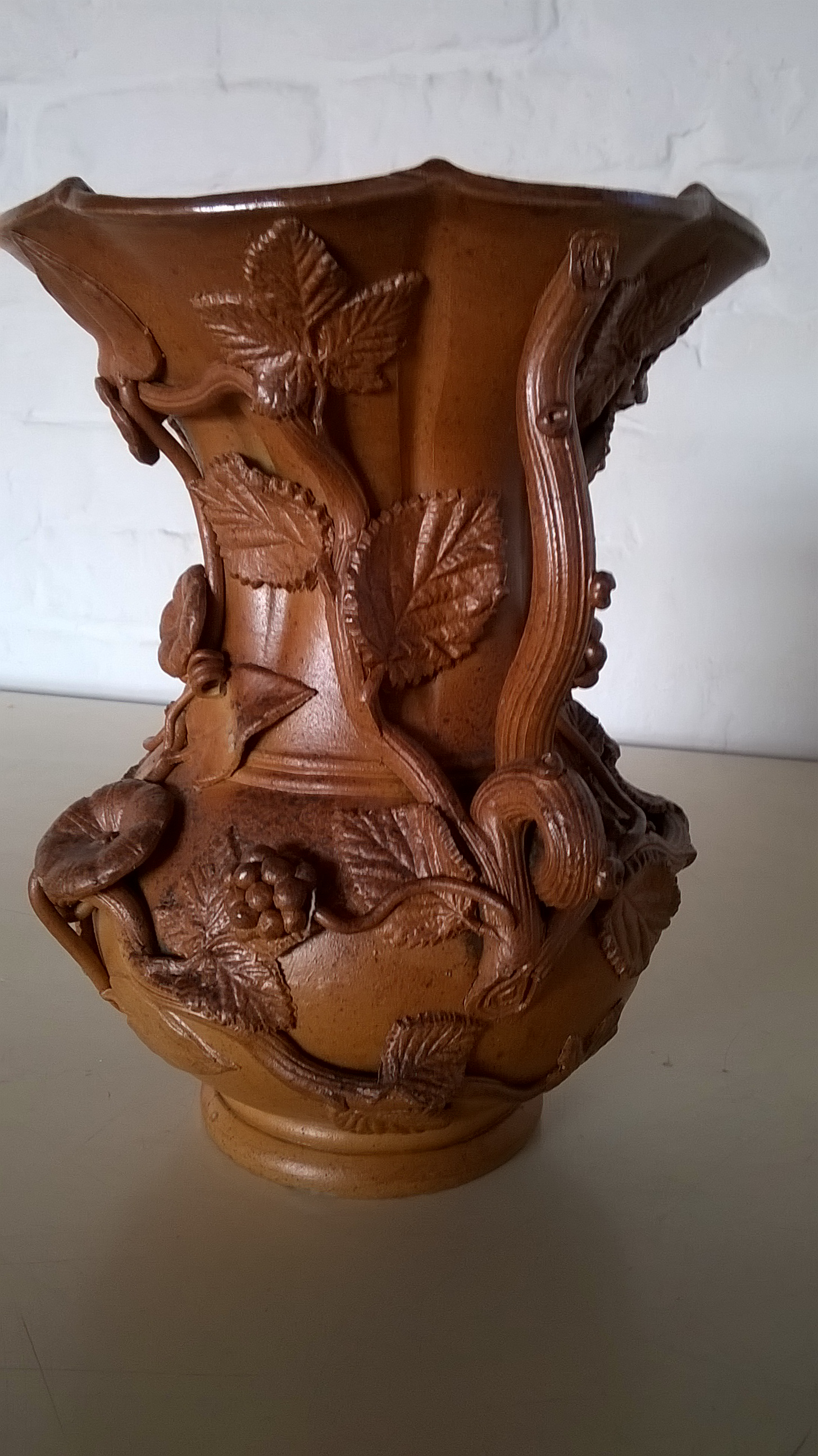
Un vaso dalla bottega di Voisinlieu, 1840 circa
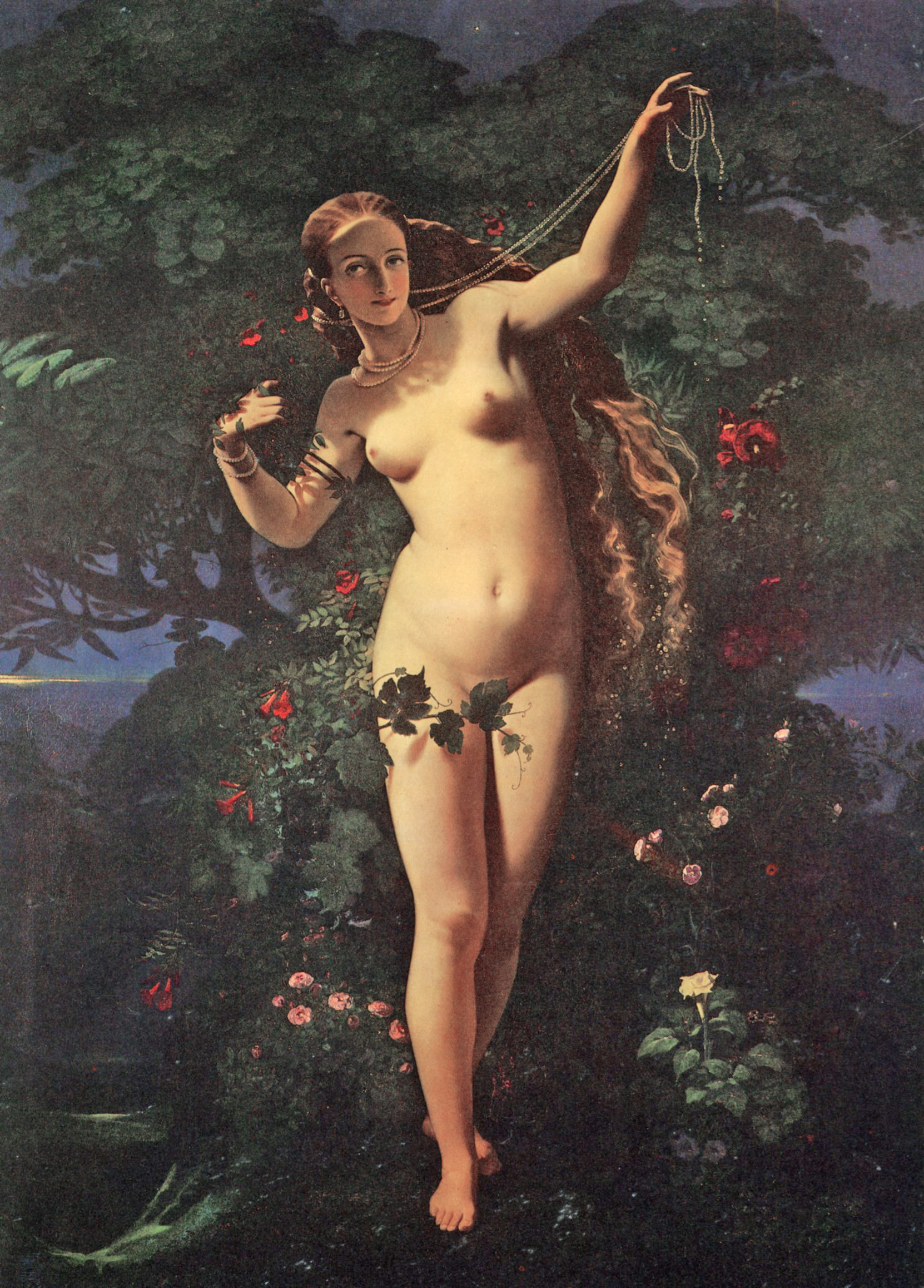
La Rosée répandant ses perles sur les fleurs, 1844
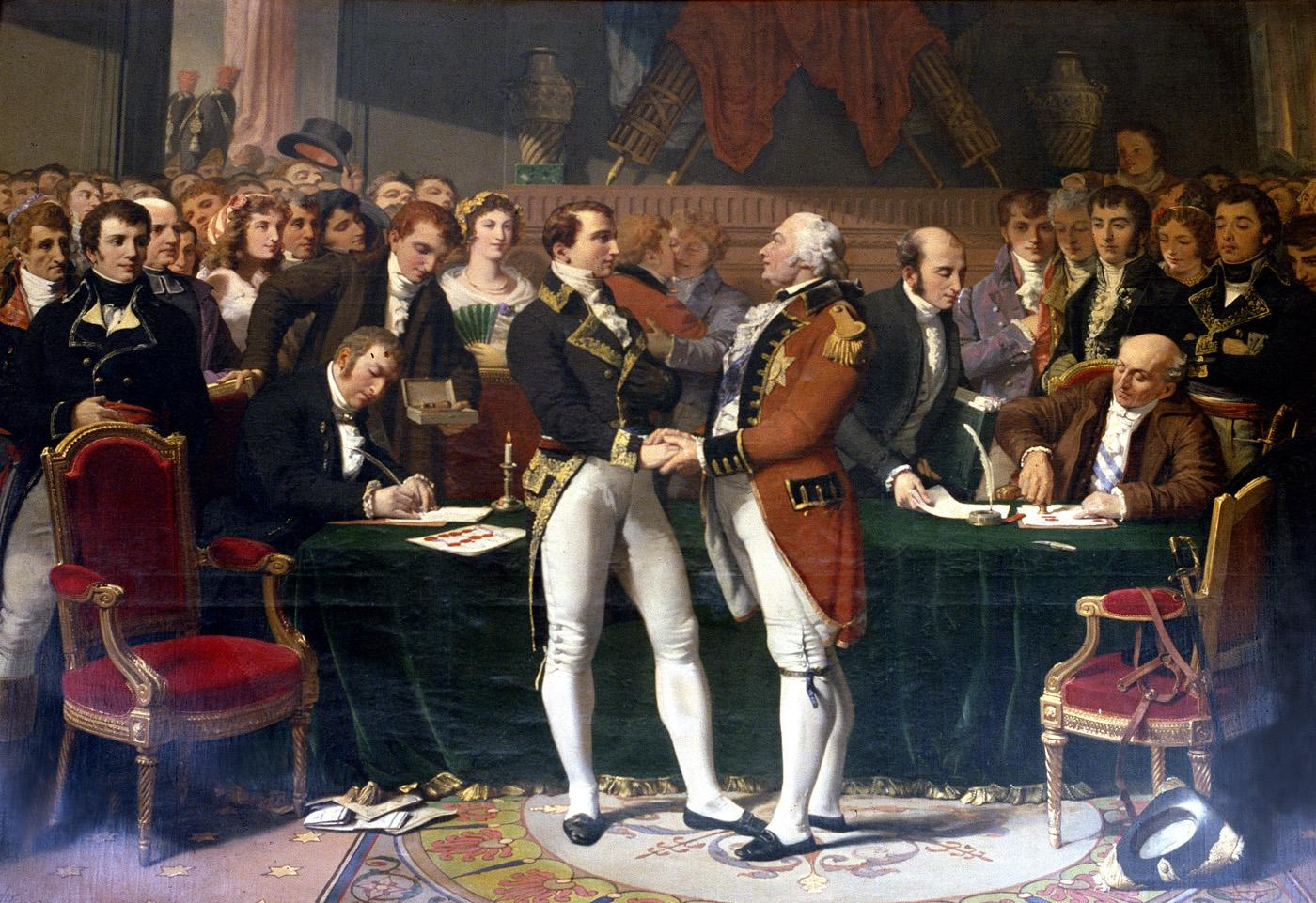
La pace di Amiens, 1853